# Schüsselförmige Mehlscheibe
Die Schüsselförmige Mehlscheibe (Aleurodiscus disciformis) ist eine Ständerpilzart aus der Familie der Schichtpilzverwandten (Stereaceae). Sie bildet einjährige resupinat-ausgebreitete Fruchtkörper aus, die auf den Stämmen absterbender und toter Eichen (Quercus spp.) wachsen. Die Art ist holarktisch verbreitet und kommt in der meridionalen bis gemäßigten Zone vor. Die Fruktifikation erfolgt von Ende März bis Anfang Herbst, wenn ausreichend Regen fällt.

## Merkmale

### Makroskopische Merkmale
Die Schüsselförmige Mehlscheibe besitzt harte, flach schüsselförmige bis effuso-reflexe (am Rand vom Substrat abstehende) Basidiocarpien. Das glatte Hymenium ist weiß bis cremefarben.

### Mikroskopische Merkmale
Wie bei allen Mehlscheiben ist die Hyphenstruktur der Schüsselförmigen Mehlscheibe monomitisch, besteht also nur aus generativen Hyphen. Die hyalinen Basidien sind vier-, selten zweisporig. Die auf ihnen sitzenden Sporen sind breit ellipsoid, 15–20 × 10–16 µm groß und erscheinen in Melzers Reagenz warzig. Die Hyphen besitzen Schnallen als auch zylindrische, dünnwandige stachelwalzenförmige Hyphenenden im Hymenium, sogenannte Acanthohyphidien.

## Verbreitung
Das Artareal der Schüsselförmigen Mehlscheibe umfasst die Holarktis von Nordafrika über Europa und Sibirien bis nach Mexiko. Sie ist sowohl in meridionalem als auch gemäßigtem Klima zu finden.

## Ökologie
Die Schüsselförmige Mehlscheibe ist ein Saprobiont, der Stammholz und Rinde absterbender und toter Laubbäume besiedelt. Meist sind Eichen (Quercus spp.) die Wirte. Sie ist stets an der Wetterseite geschützt stehender oder bereits liegender Stämme zu finden. Die Fruchtkörper erscheinen in Mitteleuropa von Spätmärz bis Anfang Herbst. Basidien und Sporen sind erst ab Mitte April vorhanden.